# Tanzanie aux Jeux olympiques d'été de 2008
La Tanzanie participe aux Jeux olympiques d'été de 2008 à Pékin.

## Athlètes engagés

### Athlétisme

#### Hommes
| Épreuve       | Athlète              | Séries        | Séries | Quarts de finale | Quarts de finale | Demi-finales | Demi-finales | Finale       | Finale |
| Épreuve       | Athlète              | Résultat      | Rang   | Résultat         | Rang             | Résultat     | Rang         | Résultat     | Rang   |
| ------------- | -------------------- | ------------- | ------ | ---------------- | ---------------- | ------------ | ------------ | ------------ | ------ |
| 800 mètres    | Mwera Samwel         | 1 min 50 s 67 | 7e     | -                | -                | -            | -            | -            | -      |
| 10 000 mètres | Samwel Shauri        | NC            | NC     | NC               | NC               | NC           | NC           | 28 min 06.26 | 21e    |
| 10 000 mètres | Dickson Marwa Mkami  | NC            | NC     | NC               | NC               | NC           | NC           | 27 min 48.03 | 14e    |
| 10 000 mètres | Fabiano Joseph Naasi | NC            | NC     | NC               | NC               | NC           | NC           | 27 min 25.33 | 9e     |

#### Femmes
| Épreuve      | Athlète              | Séries       | Séries | Quarts de finale | Quarts de finale | Demi-finales | Demi-finales | Finale   | Finale |
| Épreuve      | Athlète              | Résultat     | Rang   | Résultat         | Rang             | Résultat     | Rang         | Résultat | Rang   |
| ------------ | -------------------- | ------------ | ------ | ---------------- | ---------------- | ------------ | ------------ | -------- | ------ |
| 5 000 mètres | Zakia Mrisho Mohamed | 15 min 24.28 | 12e    | -                | -                | -            | -            | -        | -      |

### Boxe
Coq hommes : Emilian Polino

## Liste des médaillés

### Médailles d'Or
| Sport              | Discipline | Sportifs | Performance |
| Médailles d'or : 0 |            |          |             |

### Médailles d'Argent
| Sport                  | Discipline | Sportifs | Performance |
| Médailles d'argent : 0 |            |          |             |

### Médailles de Bronze
| Sport                   | Discipline | Sportifs | Performance |
| Médailles de bronze : 0 |            |          |             |